# Dartford (borough)
O Borough de Dartford  é um distrito de administração local com o estatuto de  borough em Kent, Inglaterra, no extremo noroeste do condado. O seu concelho situa-se em Dartford.  Faz fronteira com o borough de Gravesham a leste, Sevenoaks a sul, Bexley a oeste, e a autoridade unitária de Thurrock e a de Essex a norte, ao longo do rio Tâmisa, onde se encontra a ponte mais longa do rio, para permitir a passagem da M25 motorway. De acordo com o censo de 2011, a sua população era de 97 365.   
O borough foi  criado em 1 de Abril de 1974 pela fusão do Borough Municipal de Dartford, Distrito Urbano Swanscombe e parte do Distrito Rural de Dartford. Na revisão de meados da década de 1990 da administração local em Kent, foi considerado fundir este borough com o de Gravesham para criar uma nova autoridade unitária. No entanto, a proposta teve má aceitação popular entre aqueles que fizeram parte da consulta, e os dois borough mantiveram as suas identidades.